# انرژی هسته‌ای در فضا

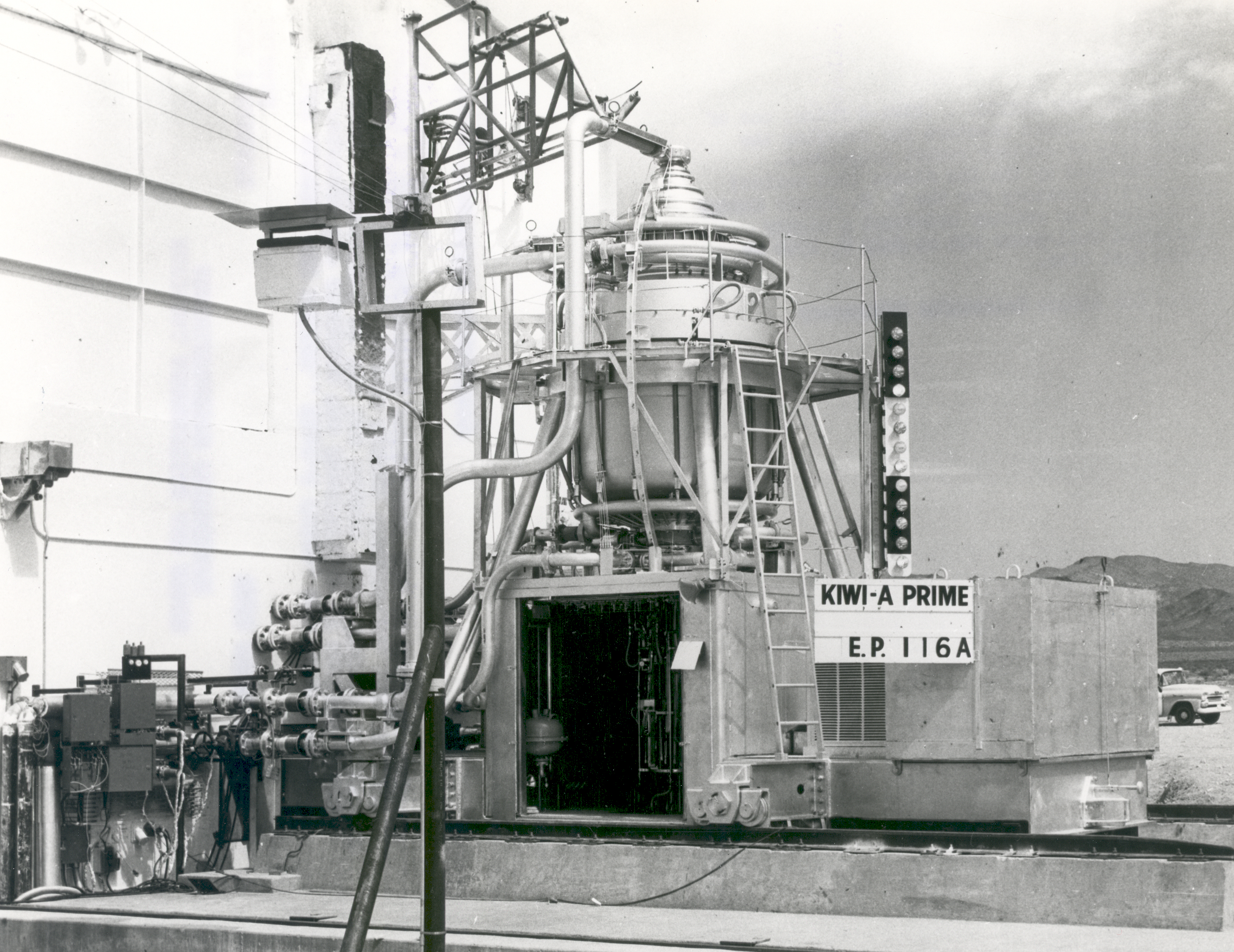
The KIWI A prime nuclear thermal rocket engine

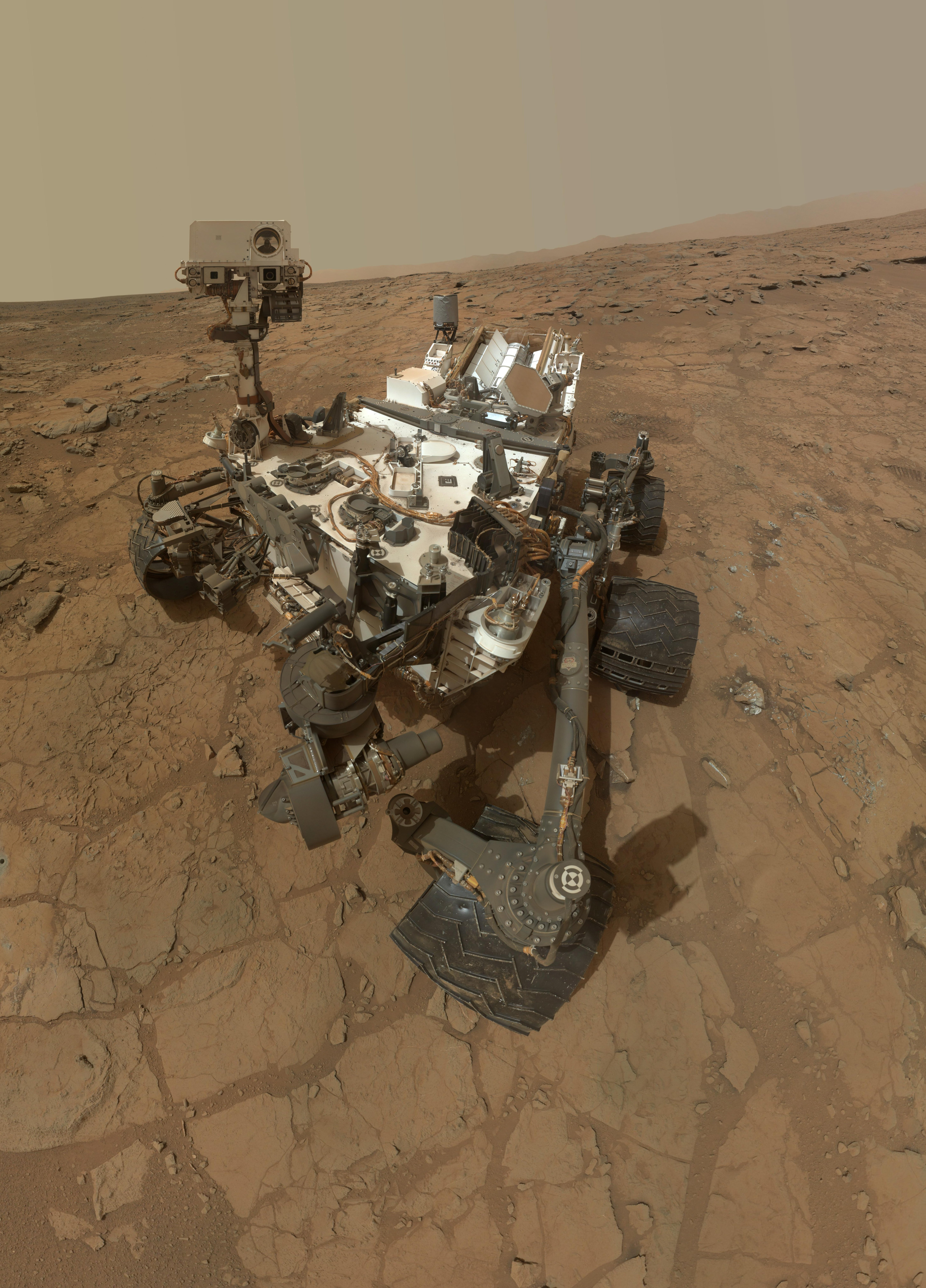
Mars Curiosity rover powered by a RTG on Mars. White RTG with fins is visible at far side of rover.

انرژی هسته‌ای در فضا (انگلیسی: Nuclear power in space) استفاده از این انرژی در فضا است که به‌طور معمول یا سیستم‌های شکافت کوچک یا واپاشی هسته‌ای برای تهیهٔ برق یا گرما است. کاربرد دیگر آن برای مشاهدهٔ علمی است، مانند یک طیف‌بینی موسباور. متداول‌ترین نوع آن یک ژنراتور ترموالکتریک رادیو ایزوتوپ است که در بسیاری از کاوشگرهای فضایی و مأموریت‌های خدمه ماه استفاده شده‌است. رآکتورهای شکافت کوچک برای ماهواره‌های رصد زمین، مانند راکتور هسته‌ای TOPAZ است، نیز پرواز کرده‌اند. یک واحد گرمایش رادیوایزوتوپی از طریق واپاشی هسته‌ای تأمین می‌شود و می‌تواند اجزای سازنده را برای عملکرد در محیط بیش از حد سرد، به‌طور بالقوه در طی ده‌ها سال، تأمین کند.
ایالات متحده رآکتور هسته‌ای SNAP-10A را در فضا در سال ۱۹۶۵ به مدت ۴۳ روز آزمایش کرد، با آزمایش بعدی سیستم قدرت رآکتور هسته‌ای در نظر گرفته شده برای استفاده در فضا، در ۱۳ سپتامبر ۲۰۱۲ با آزمایش استفاده از شکافت Flattop (DUFF) انجام شد. رآکتور کیلوپاور.